# Защита детей
Защита детей — термин обычно используется для описания государственных служб, предназначенных для защиты детей и несовершеннолетних молодых людей, а также укрепления института семьи. Эти службы занимаются расследованием случаев жестокого обращения с детьми. Дети попадают во внимание программы защиты детей в следующих случаях:
- Физическое насилие;
- Психологическое насилие;
- Пренебрежение, включая неспособность принять адекватные меры для защиты детей от вреда и (или) грубой небрежности в обеспечении основных потребностей ребёнка.

Все перечисленные случаи часто именуются жестоким обращением.

## История
В древности родительская власть над детьми признавалась неограниченной, так что о преступлении родителей против детей не было и речи.
С распространением христианства взгляды на жизнь детей начинают изменяться: с одной стороны христианство стремилось приобщить к церкви всех детей таинством крещения, с другой — забота о детях рассматривалась как милостыня во спасение души и как покаяние. При христианских общинах появляются диакониссы, заботящиеся о покинутых детях.
Заботы о детях государства, общества, частных лиц постоянно расширялись, но лишь в смысле защиты покинутых, брошенных и бедных детей. Положения детей в их собственных семьях ни законодательство, ни общество до конца XIX века не касались. Между тем, во многих случаях, особенно в среде городского пролетариата, положение детей у родителей или заступающих их место было гораздо хуже положения детей совершенно бездомных: детям приходилось терпеть постоянные побои и истязания, житье впроголодь, работу свыше сил. 

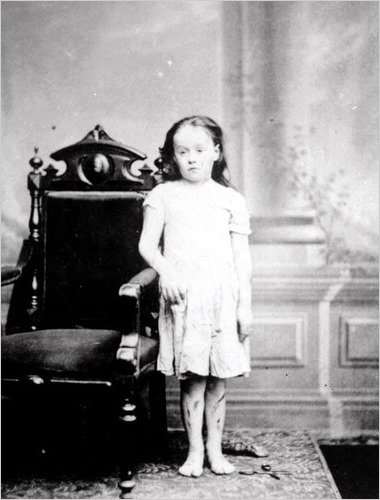
Мэри Эллен Уилсон в 1874 году

Впервые учреждения для защиты таких несчастных детей появились в США, благодаря энергичной агитации тамошнего общества покровительства животным по частному случаю истязания малолетнего ребёнка антрепренёром цирка. В 1874 г. это общество добилось издания закона, воспрещающего родителям передавать своего ребёнка другому лицу для его эксплуатации, под страхом штрафа до 250 долларов или ареста до 1 года. В 1875 году благодаря случаю с Мэри Эллен Уилсон в Нью-Йорке возникло первое общество защиты детей от жестокого обращения и безнравственной эксплуатации, которое послужило прототипом других подобных обществ, действующих во многих городах США.
В Великобритании первое общество защиты детей от жестокого обращения и безнравственной эксплуатации возникло в 1884 году. Первоначально деятельность общества тормозилась, так как по английским законам ребёнок не мог давать на суде показаний против родителей и супруг не мог свидетельствовать против другого о насилии по отношению к ребёнку. Благодаря настояниям общества в 1889 году издан был закон, которым была расширена ответственность лиц, имеющих попечение о ребёнке, родители были привлечены к ответственности за прошение милостыни детьми, детский труд на улицах и в увеселительных заведениях был ограничен известными часами и возрастом, был определён порядок отобрания ребёнка у виновных родителей, была дана возможность свидетельствовать одному супругу против другого, детям против родителей. В 1892 году был издан закон, по которому суд мог отказать в выдаче ребёнка родителю, жестоко с ним обращающемуся, и мог требовать от родителя доказательств, что он может воспитывать ребёнка как следует. С изданием этих законов общество могло расширить свою деятельность и поставило своей целью следить за их исполнением.
Во Франции в 1887 году было организовано общество покровительства и защиты детей, являющихся жертвами дурного обращения (Union française pour la défense et la tutelle des enfants maltraités ou en danger moral). Детей, терпящих дурное обращение или покинутых, оно помещает в благотворительные учреждения или на воспитание в благонадежные руки; оно имело отделения и в провинциальных городах и уже за первые четыре года своей деятельности оказало покровительство нескольким тысячам детей. В 1889 году издан был так называемый закон Русселя «о малолетних, беспомощных, заброшенных и терпящих дурное обращение»; он предоставлял усмотрению суда лишать родительских прав людей, дурно обращающихся со своими детьми или не заботящихся о них.
В Пруссии, ещё с конца XVIII века, опекунский суд был обязан заботиться о детях, с которыми жестоко или дурно обращаются родители. Дитя могло быть отобрано у родителей и воспитание его вверено, на их счет, иным лицам. Родительская власть прекращается, если отец признан расточителем, или если он оставляет детей без помощи и надзора.
В Бельгии был издан в 1890 году специальный закон о покровительстве детям, по которому родители и опекуны могли быть лишены принадлежащей им власти, коль скоро будут признаны недостойными пользоваться такими правами.
В Российской империи соответствующих законов не было. В 1882 году в Санкт-Петербурге было создано «Общество попечения о бедных и больных детях» (Синий крест), имеющее, между прочим, целью защищать детей, являющихся жертвами злоупотреблений со стороны других лиц, равно находящихся в дурных нравственных и материальных условиях. В 1892 году это общество учредило особый отдел защиты детей, задачи которого — ограждение детей от жестокого с ними обращения, от вредной эксплуатации их, от развращающего и вообще вредного влияния на них со стороны лиц, от которых они находятся в зависимости. Отдел действовал через участковых попечителей, которые имели от градоначальника открытые листы на беспрепятственный доступ в места, где нарушаются интересы малолетних; попечители собирали сведения о всех случаях жестокого обращения с детьми, старались предупредить его, в крайнем случае доводили о нём до сведения полиции и прокурора, старались извлечь детей из гибельной для них обстановки. В 1893 году отдел открыл убежище для детей, отнимаемых от родителей. Основанное в Москве в 1883 году Общество попечения о неимущих детях в 1887 году расширило свою деятельность, организовав особый отдел защиты детей, причем было переименовано в «Общество попечения о неимущих и нуждающихся в защите детях». Комитет общества доводил до сведения властей о преступлениях против детей, принимал потерпевших на попечение общества, приискивал поверенного для защиты на суде интересов потерпевшего.
Институт лишения родительских прав появился в России только после Октябрьской революции 1917 года Впервые он был закреплён в Кодексе законов РСФСР об актах гражданского состояния, брачном, семейном и опекунском праве 1918 года. Статья 153 данного кодекса предусматривала, что «Родительские права осуществляются исключительно в интересах детей и при неправомерном их осуществлении суду предоставляется право лишить родителей этих прав»

## Защита детей в разных странах

### Соединённые Штаты Америки и Великобритания
Местные органы власти обязаны ходатайствовать в суде в ходе судебного разбирательства об обеспечении надлежащего ухода за ребёнком. Основной правовой принцип во всех государственных и частных разбирательствах, касающихся детей, в соответствии с законом о детях 1989 года (Children Act 1989) является, что благосостояние ребёнка имеет первостепенное значение. Также закон о детях 1989 года закрепляет принцип, что задержка наносит ущерб благополучию ребёнка. В этой связи на все процедуры органам власти дан максимальный срок в 40 недель. Тем не менее сроки иногда нарушаются (особенно для детей старшего возраста), так как в отведённый законом срок не удаётся найти приёмную семью для ребёнка. Также в Великобритании существует институт Independent Visitor для контроля и помощи детям.
В Англии, Уэльсе и Шотландии ранее отсутствовала обязанность сообщать в полицию о фактах предполагаемого жестокого обращения. Однако, закон о детях 1989 года и 2004 года обязал всех официальных (государственных) служащих и специалистов сообщать о подозреваемых фактах жестокого обращения с детьми.
В 2006 году была введена должность Local Authority Designated Officer (LADO). Это сотрудник, отвечающий за контроль деятельности и злоупотреблений со стороны взрослых, которые работают с детьми (учителей, социальных работников, религиозных лидеров, молодёжных работников и т. д.).
Также существуют Local Safeguarding Children Boards (LSCB) как средство контроля качества защиты детей в каждом районе.
В Англии убийство Victoria Climbié в значительной степени подтолкнуло изменения в области защиты детей, включая формирование Every Child Matters программы в 2003 году. Аналогичная программа — Getting it Right for Every Child (GIRFEC) была создана в Шотландии в 2008 году.

### Канада
В провинции Онтарио защитой детей занимается независимое агентство — Children’s Aid Societies (CAS). Общество получает финансирование и находятся под наблюдением Министерства по делам детей и молодежи Онтарио (Ontario Ministry of Children and Youth Services). Тем не менее агентство является неправительственной организацией, что дает ей большую степень автономии от вмешательства министерства в дела по защите детей. Также существует Child and Family Services Review Board
для подачи жалоб на CAS и оспаривания действия общества.

### Коста-Рика
The Patronato Nacional de la Infancia (PANI) отвечает за защиту детей в Коста-Рике, а также выступает в качестве омбудсмена для детей.

### Россия
В России система защиты детей предусмотрена Семейным кодексом РФ. Если интересы родителей и ребёнка расходятся, в ситуацию должны вмешаться органы опеки и попечительства, которые призваны защитить права ребёнка. В качестве основного механизма защиты в законодательстве предусмотрено обращение самого ребёнка за помощью, однако чаще всего органы опеки получают информацию о нарушении прав детей от третьих лиц (педагоги, воспитатели, соседи, родственники и знакомые семьи). Они обязаны отреагировать и проверить положение дел в семье. Жестокое обращение с детьми может повлечь за собой не только лишение родительских прав, но и уголовную ответственность .

## Последствия жестокого обращения с детьми
В будущем может ухудшиться здоровье, пострадать работа организма или отдельных органов(подобно тому, если бить магнитофон, то он сломается). Есть шанс возникновения агрессии, депрессии, нарушений в психике.